# Taschorema pallescens
Taschorema pallescens là một loài Trichoptera trong họ Hydrobiosidae. Chúng phân bố ở miền Australasia.